# Diego Callai
Diego Callai Silva (* 18. Juli 2004 in Caxias do Sul) ist ein brasilianischer Fußballspieler, der als Torhüter beim CD Feirense spielt und vom Primeira Liga-Klub Sporting Lissabon ausgeliehen ist.

## Karriere
Callai stammt aus der Jugend des brasilianischen Vereins EC Juventude und wechselte 2015 in die Jugendakademie von Sporting Lissabon. Am 23. Juli 2020 unterzeichnete er seinen ersten Profivertrag bei Sporting und wurde 2021 zu Sporting B befördert. Im Sommer 2021 stieß er in der Vorsaison zur A-Mannschaft und wurde als dritter Torwart befördert. Am 22. April 2022 verlängerte er seinen Vertrag bei Sporting Lissabon bis 2027. Am 11. Januar 2024 wechselte er auf Leihbasis zu Feirense in die Segunda Liga.
Im Mai 2024 gewann Sporting die portugiesische Fußballmeisterschaft. Diego Callai zählt jedoch nicht als Meister, weil er in dieser Saison kein einziges Ligaspiel für den Sport bestritten hat.
Obwohl er gebürtiger Brasilianer ist, möchte Diego Callai die portugiesische Staatsbürgerschaft annehmen und von Portugal in die Nationalmannschaft berufen werden.